# Titularerzbistum Cotrada
Cotrada  ist ein Titularerzbistum der römisch-katholischen Kirche. 
Es geht zurück auf ein byzantinisches Bistum in der kleinasiatischen Landschaft Isaurien in der heutigen Türkei.
| Titularerzbischöfe von Cotrada |                              |                                                    |                   |                    |
| Nr.                            | Name                         | Amt                                                | von               | bis                |
| 1                              | Elie-Jean-Joseph Morel MEP   | emeritierter Erzbischof von Pondicherry (Indien)   | 16. August 1929   | 15. Juni 1948      |
| 2                              | Hugo Bressane de Araújo      | Koadjutorerzbischof von Belo Horizonte (Brasilien) | 3. September 1951 | 7. Oktober 1954    |
| 3                              | Henry Patrick Rohlman        | emeritierter Erzbischof von Dubuque (USA)          | 2. Dezember 1954  | 13. September 1957 |
| 4                              | Johann Baptist Dietz         | emeritierter Bischof von Fulda (Deutschland)       | 24. Oktober 1958  | 10. Dezember 1959  |
| 5                              | Antonio José Jaramillo Tobón | Altbischof von Jericó (Kolumbien)                  | 31. März 1960     | 27. April 1969     |